# Hondenlul
Hondenlul is een Nederlands scheldwoord.
Het woord kreeg landelijke bekendheid nadat Feyenoord-voetballer Piet Romeijn het op 7 december 1969 riep naar scheidsrechter Arie van Gemert. Romeijn werd hiervoor geschorst, maar verklaarde dat hij niet "hondenlul" maar "onbenul" had geroepen.
Naar aanleiding van de zaak die de KNVB ervan maakte, werd het gebruikelijk dat het publiek, wanneer men het oneens was met een beslissing van de scheidsrechter, "hi-ha-hondenlul" scandeerde (als variant op de provo-leuze "hi-ha-happening"), of "hij is een hondenlul" zong (op de melodie: "Tarara-boem-diee").
Toon Hermans parodieerde hierop door in een van zijn shows de kreet "Hi, Ha, Ho...lland" te gebruiken.